# 阿克 (加来海峡省)
阿克（法語：Acq，法語發音：[ak]）是法国上法蘭西大區加来海峡省的一个市镇，属于阿拉斯区。

## 地理
阿克（50°20'52"N, 2°39'25"E）面积4.86 平方千米，位于法国上法蘭西大區加来海峡省，该省份为法国北部沿海省份，西北濒北海，南至索姆省，东临北部省。
与阿克接壤的市镇（或旧市镇、城区）包括：维莱欧布瓦、蒙圣埃卢瓦、康布兰拉贝、弗雷万卡佩勒、上阿韦讷。

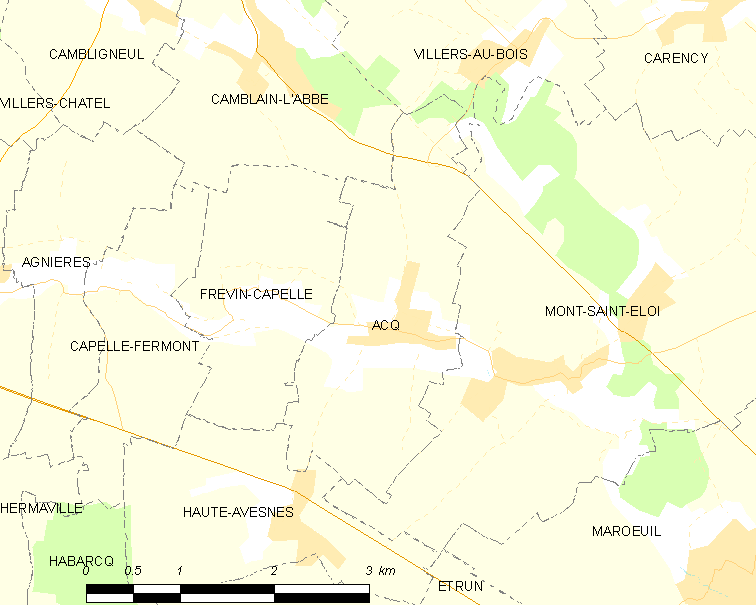
的OSM定位图

阿克的时区为UTC+01:00、UTC+02:00（夏令时）。

## 行政
阿克的邮政编码为62144，INSEE市镇编码为62007。

## 政治
阿克所属的省级选区为阿拉斯第一县。

## 人口

1962-2008年间人口变化图示

阿克于2022年1月1日时的人口数量为790人。